# Brooklyn Bridge

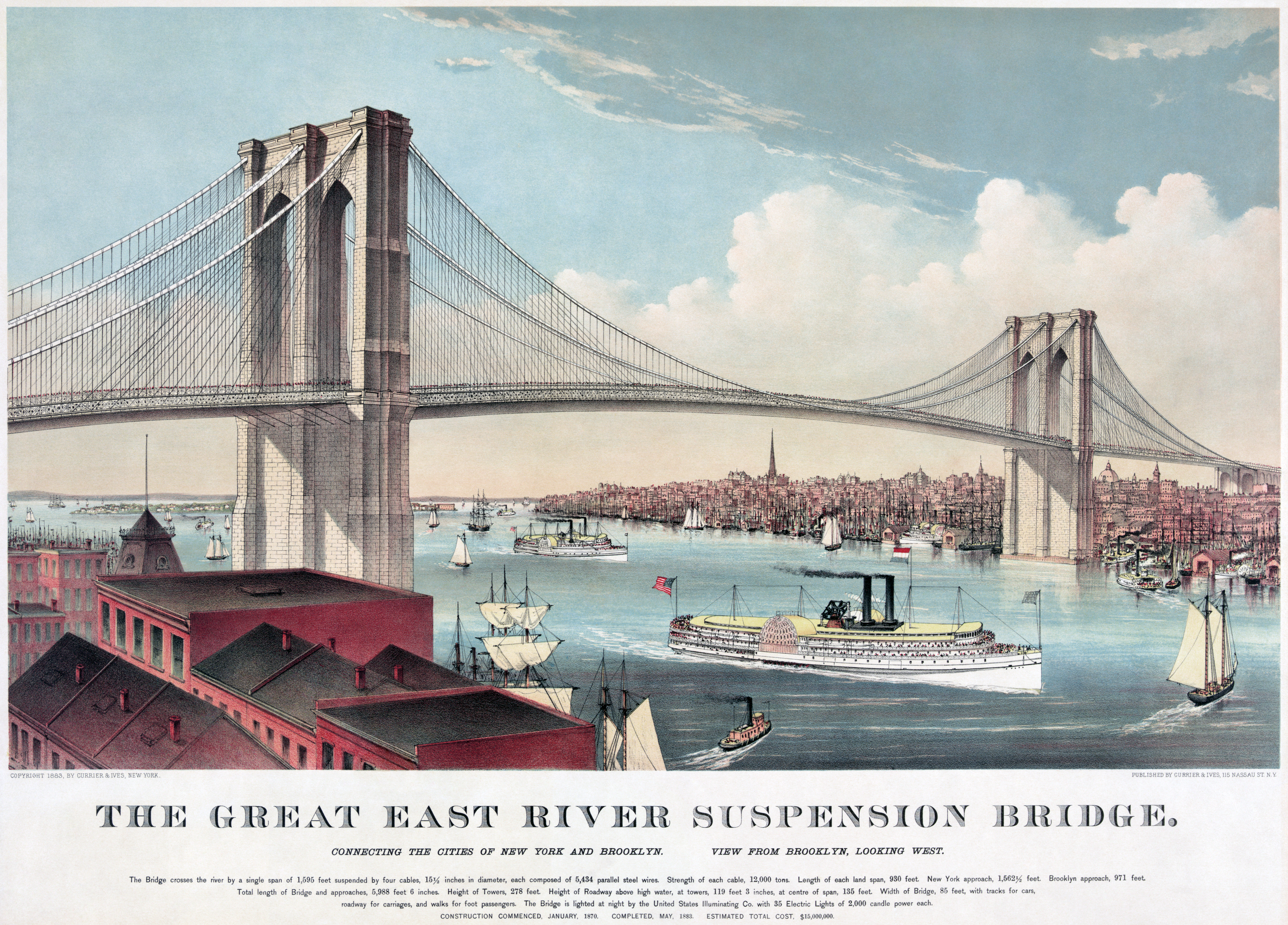
Chromolithografie (1883) van de Brooklyn Bridge door Currier and Ives

De van 1870 tot 1883 gebouwde Brooklyn Bridge is een hangbrug met elementen van een tuibrug in New York in de Verenigde Staten. Ze gaat over de East River en verbindt Brooklyn met Lower Manhattan, net als de Manhattan Bridge. De architecten waren John Roebling en na diens dood als gevolg van een arbeidsongeval zijn zoon Washington Roebling. De vrouw van Washington, Emily Warren Roebling, nam de feitelijke leiding over het afbouwen van de brug op zich toen haar man, slachtoffer van de caissonziekte, daartoe niet meer in staat was.
De brug is 1825 meter lang, en de grootste overspanning is 486 meter. Daardoor had de brug tot de bouw van de Williamsburg bridge in 1903 de langste overspanning ter wereld. In 2008 was het de 64e hangbrug ter wereld qua overspanning.
Tijdens de bouw van de brug stierven 27 arbeiders door een val van de kabels of door caissonziekte als gevolg van het werk onder de waterspiegel aan de pylonen.
Door het voltooien van de brug en door zijn recordlengte ontstond een nieuwe opvatting over de stedelijke schaal van New York. In de brug wordt de tegenstelling duidelijk tussen de oude materialen en de materialen van het nieuwe tijdperk, de massieve dragers en de 'fijne' bekabeling die het wegdek draagt.
Op de Brooklyn Bridge zit ook een stadszegel van Nederlandse afkomst die dateert uit 1834 waarop te lezen is "Eendraght Maakt Magt" (Eendracht maakt macht).
Op 30 mei 1883, zes dagen na de opening van Brooklyn Bridge, ontstond er door een vals gerucht over de slechte kwaliteit van de brug, paniek onder de voetgangers en kwamen twaalf mensen om in het gedrang; hierdoor raakte men het vertrouwen in de brug kwijt. Om dit te herstellen liet Barnum op 17 mei 1884 eenentwintig olifanten (waaronder Jumbo) en zeventien kamelen van zijn plaatselijke circus over de brug lopen.

## Statistieken
- Lengte totaal = 1825 meter
- Lengte rivieroverspanning = 486 meter
- Lengte landoverspanningen = 283 meter
- Lengte brugoprit Brooklyn = 296 meter
- Lengte brugoprit Manhattan = 476 meter
- Breedte totaal = 28 meter
- Kabelstrengen = 5 stuks
- Diameter van kabelstreng = 40 centimeter
- Lengte kabelstreng = 1091 meter
- Aantal kabels per streng = 5434 stuks
- Totale lengte kabels per streng = 5657 kilometer
- Lengte omwikkeldraad per streng = 391 kilometer
- Gewicht per kabelstreng = 786 ton
- Aantal hangers hoofdoverspanning = 208 stuks
- Aantal hangers landoverspanning = 88 stuks

De Brooklyn Bridge 's nachts

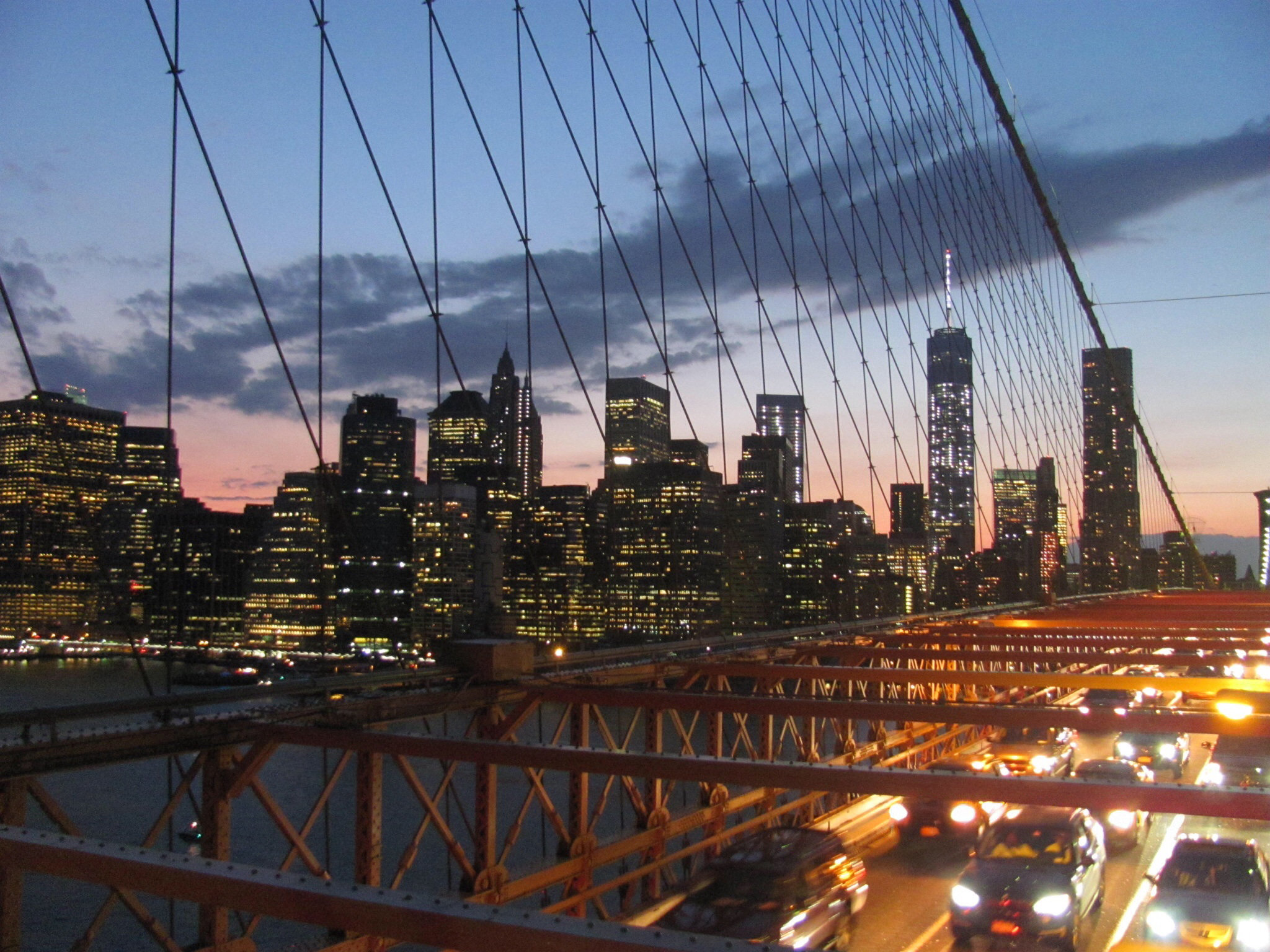
Manhattan vanaf de Brooklyn Bridge

- Bibliothèque nationale de France: cb13746704c (data)
- Gemeinsame Normdatei: 4224067-0
- Library of Congress Control Number: sh85017204
- Nationale Bibliotheek van Letland: 000286712
- National Archives and Records Administration: 10047235
- Nationale Bibliotheek van Israël: 987007292555505171
- Virtual International Authority File: 240882484